# Новак, Марио
Марио Новак (хорв. Mario Novak; род. 8 мая 1983, Загреб) — хорватский хоккеист, нападающий.

## Карьера
Родился 8 мая 1983 года в Загребе (Хорватия).
Сейчас выступает за «Младость» (Загреб). В составе национальной сборной Хорватии участник чемпионатов мира 2002 (дивизион I), 2004 (дивизион II), 2005 (дивизион II), 2006 (дивизион I), 2007 (дивизион II), 2008 (дивизион I), 2009 (дивизион I) и 2010 (дивизион I). В составе молодежной сборной Хорватии участник чемпионатов мира 2001 (дивизион II), 2002 (дивизион II) и 2003 (дивизион I). В составе юниорской сборной Хорватии участник чемпионата Европы 2000 (группа C) и чемпионата мира 2001 (дивизион II).
Выступал за команды: «Загреб», «Младость» (Загреб).